# Jesús José David Méndez
Jesús José David Méndez (Rivadavia, Mendoza, Argentina; 1 de agosto de 1986) es un exfutbolista argentino. Jugaba de centrocampista.

## Trayectoria

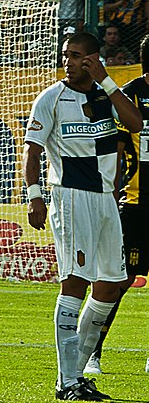
Méndez en Rosario Central, año 2013.

Debutó en Primera División en Club Atlético River Plate, en 2004, donde no tuvo muchas oportunidades de jugar. Fue cedido al Club Olimpo de Bahía Blanca, donde sí tuvo continuidad. Ahí fue cuando el F. C. St. Gallen de Suiza se fijó en él, y le compró la totalidad de su pase a River Plate. En febrero de 2008 fue cedido a préstamo, con una opción de compra al Club Atlético Rosario Central, equipo que finalmente compró su pase en 1.200.000 dólares estadounidenses. Aquí fue donde se ganó el apodo de "gambetita" por sus característicos movimientos con los que eludía a sus rivales.
Tras su buen juego en el Torneo Apertura 2009, fue Boca Juniors quien se interesó en contar sus servicios y finalmente lo adquirió por 3.200.000 dólares. Jesús fue uno de los refuerzos pedidos por Alfio Basile, pero este dejó su cargo días antes del arribo del jugador. Debutó con la camiseta Xeneize el 31 de enero de 2010 ante Argentinos Juniors, con la camiseta número 34. Si bien tuvo altas y bajas, su mejor partido se desarrolló el día 25 de marzo de dicho año ante River Plate, disputando el Superclásico del fútbol argentino por el Clausura argentino, partido que terminó 2-0 a favor del equipo de Boca Juniors. En Boca vistió la camiseta número 16, y fue utilizado por Claudio Borghi.
Luego en el año 2012 es cedido nuevamente a Rosario Central. En julio del 2013 vuelve de su préstamo a Boca Juniors donde se consolida teniendo muy buenas actuaciones y se gana a la parcialidad xeneize.
Sin embargo en enero de 2014 rescinde contrato con Boca Juniors y vuelve al Club Atlético Rosario Central donde va a préstamo (con el pase en poder del jugador) por un año con opción de compra.
Ese mismo año, pasaría a jugar para Independiente, en el plantel conducido por el DT Jorge Almirón que disputaría el Torneo de Transición 2014, certamen que significaría el retorno del equipo a la primera división. En este equipo, con la casaca número 8 en la espalda, se iría afianzando en la titularidad con el pasar de los partidos.
El 12 de septiembre de 2015 anotaría un gol de tiro libre contra el clásico rival, Racing, el 2-0 parcial para los "diablos rojos". Luego del tanto, rompería en llanto, recordando la muerte de su hermano a comienzos de ese mismo año.
El 2 de septiembre de 2016, se anuncia que Méndez rescinde su contrato con los rojos para dar lugar a su llegada al Deportivo Toluca de México.
Anunció su retiro en 2019 a los 34 años, luego de jugar una temporada en Vélez Sarsfield. Sin embargo, en 2020 anunció su regreso uniéndose al Deportivo Maipú del Federal A en 2020, jugó dos encuentros con el club ante de la suspensión del torneo por la pandemia. Su contrato terminó en junio de 2020 y el jugador fichó con el Independiente Rivadavia. Dejó el club en marzo de 2021.

## Selección nacional
Méndez disputó dos encuentros amistosos con la selección de Argentina en 2009 contra Ghana y en 2010 contra Jamaica.

## Estadísticas
Actualizado al final de su carrera.
| Club                              | Div.          | Temporada     | Liga  | Liga  | Copas nacionales | Copas nacionales | Copas interna. | Copas interna. | Total | Total |
| Club                              | Div.          | Temporada     | Part. | Goles | Part.            | Goles            | Part.          | Goles          | Part. | Goles |
| --------------------------------- | ------------- | ------------- | ----- | ----- | ---------------- | ---------------- | -------------- | -------------- | ----- | ----- |
| River Plate Argentina             | 1ª            | 2003-04       | 2     | 0     | –                | –                | 1              | 0              | 3     | 0     |
| River Plate Argentina             | 1ª            | 2004-05       | 8     | 0     | –                | –                | 2              | 1              | 10    | 1     |
| River Plate Argentina             | 1ª            | 2006-07       | 10    | 0     | –                | –                | –              | –              | 10    | 0     |
| River Plate Argentina             | Total club    | Total club    | 20    | 0     | 0                | 0                | 3              | 1              | 23    | 1     |
| Olimpo Argentina                  | 1ª            | 2005-06       | 18    | 2     | –                | –                | –              | –              | 18    | 2     |
| Olimpo Argentina                  | Total club    | Total club    | 18    | 2     | 0                | 0                | 0              | 0              | 18    | 2     |
| St. Gallen · Suiza                | 1ª            | 2006-07       | 16    | 0     | 1                | 0                | –              | –              | 17    | 0     |
| St. Gallen · Suiza                | 1ª            | 2007-08       | 13    | 0     | 2                | 1                | 2              | 0              | 17    | 1     |
| St. Gallen · Suiza                | Total club    | Total club    | 29    | 0     | 3                | 1                | 2              | 0              | 34    | 1     |
| Rosario Central Argentina         | 1ª            | 2007-08       | 12    | 0     | –                | –                | –              | –              | 12    | 0     |
| Rosario Central Argentina         | 1ª            | 2008-09       | 30    | 3     | –                | –                | –              | –              | 30    | 3     |
| Rosario Central Argentina         | 1ª            | 2009-10       | 15    | 1     | –                | –                | –              | –              | 15    | 1     |
| Rosario Central Argentina         | 2ª            | 2010-11       | 17    | 0     | –                | –                | –              | –              | 17    | 0     |
| Rosario Central Argentina         | 2ª            | 2011-12       | 21    | 2     | 3                | 1                | –              | –              | 24    | 3     |
| Rosario Central Argentina         | 2ª            | 2012-13       | 35    | 5     | –                | –                | –              | –              | 35    | 5     |
| Rosario Central Argentina         | 1ª            | 2013-14       | 17    | 1     | –                | –                | –              | –              | 17    | 1     |
| Rosario Central Argentina         | Total club    | Total club    | 147   | 12    | 3                | 1                | 0              | 0              | 150   | 13    |
| Boca Juniors Argentina            | 1ª            | 2009-10       | 10    | 0     | –                | –                | –              | –              | 10    | 0     |
| Boca Juniors Argentina            | 1ª            | 2010-11       | 12    | 0     | –                | –                | –              | –              | 12    | 0     |
| Boca Juniors Argentina            | 1ª            | 2011-12       | 0     | 0     | –                | –                | –              | –              | 0     | 0     |
| Boca Juniors Argentina            | 1ª            | 2013-14       | 14    | 0     | –                | –                | –              | –              | 14    | 0     |
| Boca Juniors Argentina            | Total club    | Total club    | 36    | 0     | 0                | 0                | 0              | 0              | 36    | 0     |
| Independiente Argentina           | 1ª            | 2014          | 12    | 1     | 1                | 0                | –              | –              | 13    | 1     |
| Independiente Argentina           | 1ª            | 2015          | 23    | 2     | 2                | 0                | 3              | 0              | 28    | 2     |
| Independiente Argentina           | 1ª            | 2016          | 11    | 0     | 1                | 0                | 1              | 0              | 13    | 0     |
| Independiente Argentina           | Total club    | Total club    | 46    | 3     | 4                | 0                | 4              | 0              | 54    | 3     |
| Toluca · México                   | 1ª            | 2016-17       | 26    | 2     | 7                | 0                | –              | –              | 33    | 2     |
| Toluca · México                   | 1ª            | 2017-18       | 14    | 1     | 4                | 0                | –              | –              | 18    | 1     |
| Toluca · México                   | Total club    | Total club    | 40    | 3     | 11               | 0                | 0              | 0              | 51    | 3     |
| Velez Sarsfield Argentina         | 1ª            | 2017-18       | 6     | 0     | 1                | 0                | –              | –              | 7     | 0     |
| Velez Sarsfield Argentina         | 1ª            | 2018-19       | 1     | 0     | –                | –                | –              | –              | 1     | 0     |
| Velez Sarsfield Argentina         | Total club    | Total club    | 7     | 0     | 1                | 0                | 0              | 0              | 8     | 0     |
| Deportivo Maipú Argentina         | 3.ª           | 2019-20       | 2     | 0     | 2                | 0                | –              | –              | 4     | 0     |
| Deportivo Maipú Argentina         | Total club    | Total club    | 2     | 0     | 2                | 0                | 0              | 0              | 4     | 0     |
| Independiente Rivadavia Argentina | 2ª            | 2020-21       | 6     | 0     | –                | –                | –              | –              | 6     | 0     |
| Independiente Rivadavia Argentina | Total club    | Total club    | 6     | 0     | 0                | 0                | 0              | 0              | 6     | 0     |
| Total carrera                     | Total carrera | Total carrera | 351   | 20    | 24               | 2                | 9              | 1              | 384   | 23    |

## Palmarés

### Campeonatos nacionales
| Título                        | Equipo          | País      | Año     |
| ----------------------------- | --------------- | --------- | ------- |
| Primera División de Argentina | River Plate     | Argentina | 2002    |
| Primera División de Argentina | River Plate     | Argentina | 2003    |
| Primera B Nacional            | Rosario Central | Argentina | 2012-13 |